# Paectes recurrena
Paectes recurrena là một loài bướm đêm trong họ Noctuidae.